# حق انقلاب

یادبود انقلاب ۱۸۳۰ فرانسه - اثر اوژن دولاکروا

در فلسفهٔ سیاسی، حق انقلاب یا حق شورش حق یک ملت یا تکلیفی بر آنهاست تا حکومتی را که برخلاف منافع عمومی عمل می‌کند و یا امنیت مردم را بدون دلیل تهدید می‌کند، براندازند. اعتقاد به این حق که به دوران چین باستان برمی‌گردد و در طول تاریخ به اشکال متفاوت بیان شده است، برای توضیح انقلاب‌های گوناگونی نظیر انقلاب آمریکا یا انقلاب فرانسه یا انقلاب روسیه و یا انقلاب ۱۳۵۷ ایران به کار رفته است.